# Svartsjuka (målning)
Svartsjuka (norska: Sjalusi) är en serie målningar av den norske konstnären Edvard Munch. Mellan 1895 och 1935 målade Munch elva oljemålningar, fyra litografier (varav en är utställd på Thielska galleriet) och en torrnålsgravyr.
Den första och kanske mest berömda versionen målades 1895 och är utställd på Kode museum i Bergen. Munchmuseet i Oslo äger åtta versioner av Svartsjuka. En version från 1913 är i privat ägo men är sedan 2002 permanent utlånad till Städel Museum i Frankfurt.
Munch inspirerades av en självupplevd kärlekstriangel och de porträtterade anses vara det äkta paret Stanisław Przybyszewski och Dagny Juel samt Munch själv. Przybyszewski var en polsk författare och har rollen som den svartsjuke. Juel var en norsk författare som var föremål för Munchs kärlek. Hon framställs i målningen som den starke, en femme fatale.
Svartsjuka ingår i den serie på omkring 20 målningar som benämns Livsfrisen och skildrar den moderna människans ångest och dunkla driftsliv. 

## Lista över olika versioner
| Målning | Namn                    | Nummer | År        | Storlek   | Museum                    | Stad      |
| ------- | ----------------------- | ------ | --------- | --------- | ------------------------- | --------- |
|         | Svartsjuka              | 379    | 1895      | 67× 100,5 | Kode museum               | Bergen    |
|         | Svartsjuka i badet      | 434    | 1898–1900 |           | Privat ägo                |           |
|         | Svartsjuka              | 783    | 1907      |           | Munchmuseet               | Oslo      |
|         | Svartsjuka              | 784    | 1907      |           | Munchmuseet               | Oslo      |
|         | Svartsjuka              | 788    | 1907      | 75 × 98   | Munchmuseet               | Oslo      |
|         | Svartsjuka              | 1077   | 1913      | 85 × 130  | Privat ägo/ Städel Museum | Frankfurt |
|         | Svartsjuka              | 1078   | 1913–1915 |           | Munchmuseet               | Oslo      |
|         | Svartsjuka              | 1079   | 1913–1915 |           | Munchmuseet               | Oslo      |
|         | Svartsjuka i trädgården | 1661   | 1927–1930 |           | Munchmuseet               | Oslo      |
|         | Svartsjuka i trädgården | 1662   | 1927–1930 | 100 x 120 | Munchmuseet               | Oslo      |
|         | Svartsjuka              | 1720   | 1933–1935 |           | Munchmuseet               | Oslo      |